# Волынь (газета)
Волынь — ежедневная украинская газета, выходившая в 1882—1918 годах на русском языке. Печаталась в Житомире — центре Волынской губернии Российской империи.
Позиционировала себя, как общественно-политическое и литературное издание. На самом деле газета освещала указанные вопросы редко, в основном, на её страницах помещались рекламно-информационные статьи.
Была рассчитана на мелкого провинциального обывателя.
В 1878 году издавалась Оттокар Келлером два раза в неделю (№№ 1—99) под названием «Житомирский Листок Объявлений». С 1879 года и до № 7 за 1882 носила название «Житомирский Листок». Редакторами состояли: до № 71 (1882 год) Б. И. Зифферман, до № 23 (1883 год) — С. А. Блонский, до 1884 года — А. А. Блонский, с 1884 года — К. И. Коровицкий. Имела до 2000 подписчиков.
После установления Советской власти прекратила существование.